# Ulochaetes vacca
Ulochaetes vacca là một loài bọ cánh cứng trong họ Cerambycidae.